# Mareham on the Hill
Mareham on the Hill est une paroisse civile et un village du Lincolnshire, en Angleterre.